# EU Med Group

EU Med або MED7 також називають "Club Med" і "Med Group" - це союз семи середземноморських та південноєвропейських держав-членів: Кіпру, Франції, Греції, Італії, Мальти, Португалія та Іспанія. Вони мають греко-римську спадщину і, за винятком Португалії, усі є частиною Середземноморського регіону. Усі сім країн також є частиною єврозони, а всі, крім Кіпру, є частиною Шенгенської зони.

## Історія
Група була неофіційно створена 17 грудня 2013 року в Брюсселі з ініціативи міністрів закордонних справ Кіпру та Іспанії, щоб координувати питання, що становлять спільний інтерес в рамках ЄС.
Було вирішено, що група проводитиме щорічні збори на рівні міністрів. Перша зустріч міністрів  відбулася 14 квітня в Аліканте.  
Друга зустріч відбулася в лютому 2015 року в Парижі. Третя нарада міністрів Середземноморської групи відбулася на Кіпрі в лютому 2016 року. Там були присутні Генеральний секретар Союзу для Середземномор'я (UFM), Фаталл Сіджілмасся . Міністри закордонних справ обговорили питання безпеки та стабільності в Північній Африці та на Близькому Сході, і питання подолання міграційної кризи.  
Група провела перший саміт країн Південного ЄС 9 вересня 2016 року в палаці Заппеон в Афінах.  За підсумками саміту була прийнята Афінська декларація із закликом інвестувати для подолання безробіття серед молоді та підтримувати зростання, а також посилити співпрацю ЄС у питаннях безпеки та міграції.  
Сьоме засідання було проведено 10 вересня 2020 року в Портіччо на Корсиці та стосувалось одночасної діяльності Туреччини у східному Середземномор'ї. 

## Саміти
- 9 вересня 2016 р. В Афінах,  Греція</img> Греція
- 28 січня 2017 р. У Лісабоні,  Португалія</img> Португалія
- 10 квітня 2017 р. В Мадриді,  Іспанія</img> Іспанія
- 10 січня 2018 р. В Римі, Італія</img> Італія
- 29 січня 2019 року в Нікосії,  Кіпр</img> Кіпр
- 14 червня 2019 року у Валлетті,  Мальта</img> Мальта
- 10 вересня 2020 року в Портіччо ( Корсика ), Франція</img> Франція

## Члени
| Зброя      | Прапор   | Держава    | Капітал  | Код      | Населення </br> (2019) | Площа | Населення </br> щільність | ВВП (номінальний) </br> Мільйон доларів США |
| ---------- | -------- | ---------- | -------- | -------- | ---------------------- | ----- | ------------------------- | ------------------------------------------- |
| Кіпр       |          | Кіпр       | Нікосія  | CY       | 875 898                |       |                           | 24 565                                      |
| Франція    |          | Франція    | Париж    | ФР       | 67 028 048             |       |                           | 2 715 518                                   |
| Греція     |          | Греція     | Афіни    | ГР       | 10 722 287             |       |                           | 209 853                                     |
| Італія     |          | Італія     | Рим      | ІТ       | 60 359 546             |       |                           | 2 001 244                                   |
| Мальта     |          | Мальта     | Валетта  | MT       | 493 559                |       |                           | 14 786                                      |
| Португалія |          | Португалія | Лісабон  | PT       | 10 276 617             |       |                           | 237 686                                     |
| Іспанія    |          | Іспанія    | Мадрид   | ES       | 46 934 632             |       |                           | 1 394 116                                   |
| Усього 7   | Усього 7 | Усього 7   | Усього 7 | Усього 7 | 196 690 587            |       |                           | 6 597 768                                   |